# Alliance de la gauche démocratique

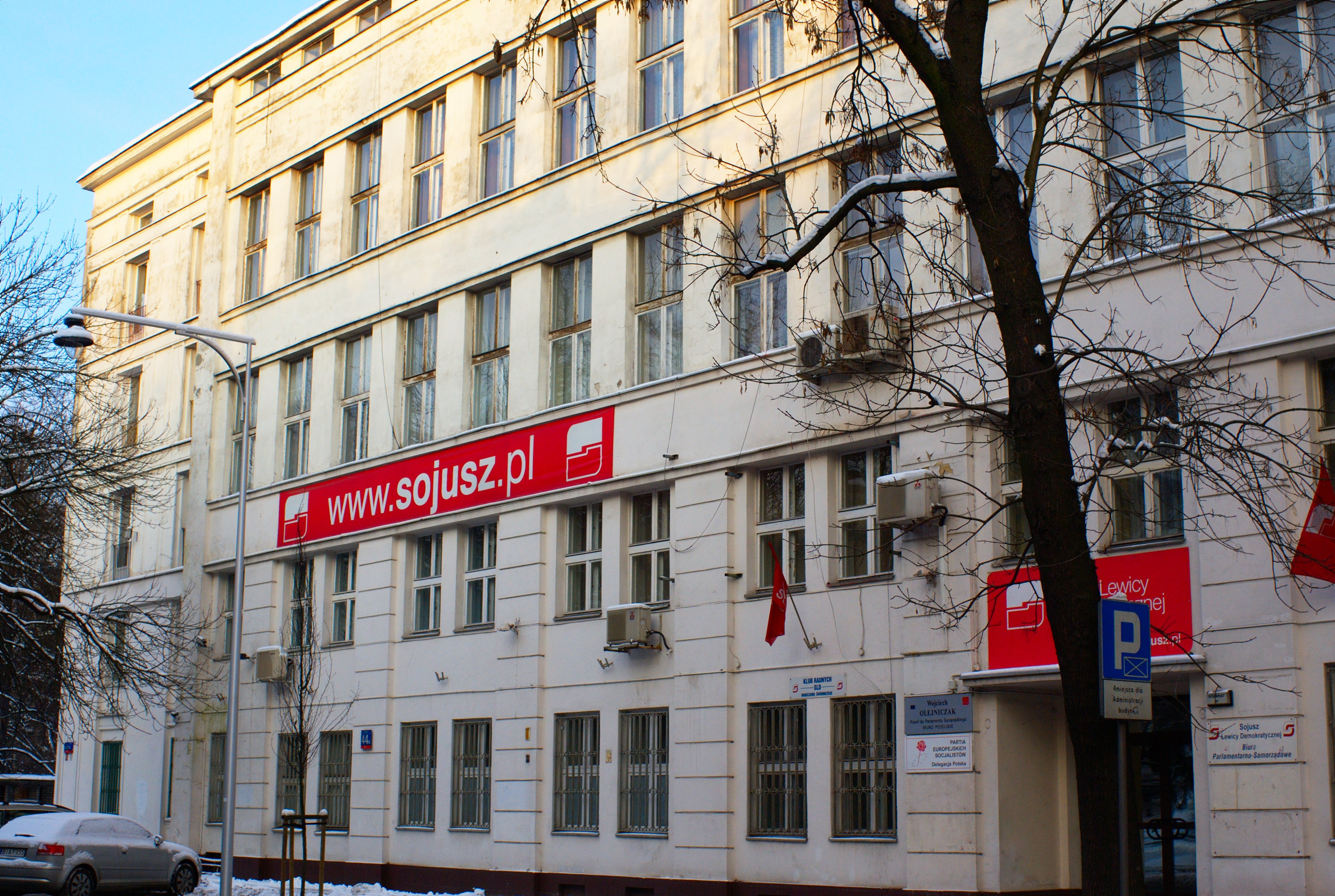
Le siège du parti à Varsovie.

L’Alliance de la gauche démocratique (en polonais : Sojusz Lewicy Demokratycznej, SLD) est un parti politique polonais de tendance social-démocrate. D'abord constitué en 1991 en tant que coalition de centre gauche à partir de différents partis nés sur les cendres du PZPR, l’ancien parti communiste dissous en 1990 (dont le principal était la Social-démocratie de la République de Pologne – SdRP), le parti fut officiellement fondé en 1999, alors que le pays connaissait une période de cohabitation (le président Aleksander Kwaśniewski, chef de l'État polonais de 1995 à 2005, en est l’un des membres fondateurs). La coalition SLD fut au pouvoir de 1993 à 1997 et le parti SLD à la tête d’une coalition majoritaire entre 2001 et 2005 ; depuis lors il est entré dans l’opposition.
Début 2020, l'Alliance de la gauche démocratique laisse la place à la « Nouvelle Gauche » (Nowa Lewica) en fusionnant avec Wiosna de Robert Biedroń, choisi comme candidat unique de la Gauche à l'élection présidentielle de 2020.

## Histoire

### Années 1990

#### Du pouvoir au délitement
En 2001 elle s'allie avec l'Union du travail (UP) pour former l'Alliance de la gauche démocratique - Union du travail, qui remporte 41 % des voix aux législatives de 2001, et dirige des gouvernements de coalition, notamment avec le Parti paysan polonais (PSL), jusqu'en 2005.
La majorité se délite cependant à partir de 2004, à la suite de l'échec de la SLD aux élections européennes de 2004 (9,3 %, cinq sièges).

#### La coalition LiD en 2007
En 2006, la SLD crée avec 3 autres partis politiques sociaux-démocrates une nouvelle coalition électorale nommée Gauche et démocrates, en polonais Lewica i Demokraci (LiD), qui s'oppose en même temps à la coalition conservatrice alors au pouvoir, menée par le PiS, et à l'opposition libérale et pro-européenne du parti Plate-forme civique (PO). 
Elle regroupe :
- la SLD,
- l'Union du travail – (en polonais : Unia Pracy, UP),
- la Social-démocratie de Pologne – (en polonais : Socjaldemokracja Polska, SdPl),
- le Parti démocrate - demokraci.pl[2] – (en polonais : Partia Demokratyczna, PD) ou demokraci.pl.

La coalition LiD éclate en avril 2008 à la suite d'une rupture entre les partis de gauche et les démocrates. Le PD et la SdPL quittent la coalition en avril 2008. L’Alliance de la gauche démocratique conserve cependant son alliance avec l′Union du travail, et ensemble, ils obtiennent 12,3 % des voix et sept députés européens aux élections européennes de 2009.

#### La défaite de 2011
Aux élections présidentielles de 2010, le parti fut représenté par Grzegorz Napieralski, arrivé troisième avec 13,7 % des voix au premier tour.
Aux élections législatives de 2011, la SLD n’a cependant obtenu que 8,3 % des voix et 26 sièges sur les 460 que compte la Diète. Le tout nouveau Mouvement Palikot, fondé en juin 2011, s’est imposé comme la troisième force politique du pays en réalisant un score surprise de plus de 10 %, reléguant la SLD au quatrième rang.
L'ancien chef du gouvernement Leszek Miller (l'un des fondateurs du parti en 1999) est alors porté à la présidence du groupe parlementaire, puis à la tête du parti.

#### Les déroutes de 2015
Pour l'élection présidentielle de 2015, le parti décide de présenter la candidature d'une jeune femme de 36 ans plus connue par son activité comme actrice, historienne ou journaliste que pour son expérience politique, Magdalena Ogórek qui arrive à la 5e place, rassemblant 353 883 voix, soit 2,38 % des votants, le plus bas niveau historique de la gauche en Pologne depuis l'instauration de la démocratie pluraliste. 
Les élections générales de 2015, malgré la constitution d'une alliance de la Gauche unie avec Twój Ruch (TR), l'Union du travail (UP), Les Verts (Zieloni) et le Parti socialiste polonais (PPS) rejoints notamment par le Parti démocrate - demokraci.pl (PD), une partie du Parti démocratique (SD) et de la Social-démocratie de Pologne (SdPl), se soldent par un résultat de 7,55 % des suffrages exprimés (1 147 102 voix), insuffisant pour obtenir des députés, le seuil nécessaire étant fixé à 8 % pour les coalitions. Parallèlement le parti de gauche alternative Razem recueille 550 400 voix soit 3,62 % des suffrages exprimés.
Lors du congrès organisé le 23 janvier 2016, Włodzimierz Czarzasty est élu président de la SLD par 428 voix contre 327 à Jerzy Wenderlich, ancien vice-président de la Diète.

## Positionnement
La SLD se positionne comme le principal parti de gauche du pays, opposé à l’actuel gouvernement, sans pour autant renouer avec ses origines post-communistes : elle est favorable à la démocratie libérale, au respect des droits de l'homme, au libéralisme économique, au progrès social et à la construction européenne. Elle est membre du Parti socialiste européen et de l'Internationale socialiste.

## Résultats électoraux

### Élections parlementaires
| Année   | Diète     | Diète | Diète     | Sénat    | Rang | Gouvernement                                                      |
| Année   | Voix      | %     | Mandats   | Mandats  | Rang | Gouvernement                                                      |
| ------- | --------- | ----- | --------- | -------- | ---- | ----------------------------------------------------------------- |
| 1991    | 1 334 820 | 12,0  | 60 / 460  | 4 / 100  | 2e   | Opposition                                                        |
| 1993    | 2 815 169 | 20,4  | 171 / 460 | 37 / 100 | 1er  | Pawlak (1993-1995), Oleksy (1995-1996) et Cimoszewicz (1996-1997) |
| 1997    | 3 551 224 | 27,1  | 164 / 460 | 28 / 100 | 2e   | Opposition                                                        |
| 2001    | 5 342 519 | 41,0  | 200 / 460 | 75 / 100 | 1er  | Miller (2001-2004), Belka I (2004) et II (2004-2005)              |
| 2005    | 1 335 257 | 11,3  | 55 / 460  | 0 / 100  | 4e   | Opposition                                                        |
| 2007    | 2 122 981 | 13,2  | 40 / 460  | 0 / 100  | 3e   | Opposition                                                        |
| 2011    | 1 184 303 | 8,2   | 27 / 460  | 0 / 100  | 5e   | Opposition                                                        |
| 2015[a] | 1 147 102 | 7,5   | 0 / 460   | 0 / 100  | 5e   | Extra-parlementaire                                               |
| 2019[b] | 2 319 946 | 12,6  | 49 / 460  | 2 / 100  | 3e   | Opposition                                                        |

- ^  Coalition Gauche unie, avec TR, l'UP, Les Verts et le PPS
- ^  Liste commune avec Printemps et Ensemble

### Élections européennes
| Année | Voix                                        | %    | Rang | Sièges |
| ----- | ------------------------------------------- | ---- | ---- | ------ |
| 2004  | 569 311                                     | 9,4  | 5e   | 5 / 54 |
| 2009  | 908 765                                     | 12,3 | 3e   | 7 / 50 |
| 2014  | 667 319                                     | 9,4  | 3e   | 5 / 51 |
| 2019  | membre de la Coalition européenne (en) (KE) | -    | -    | 3 / 51 |

### Présidence de la République
| Année | Candidat                        | 1er tour              | 1er tour              | 1er tour              | 2e tour               | 2e tour               | 2e tour |
| Année | Candidat                        | Voix                  | %                     | Rang                  | Voix                  | %                     | Rang    |
| ----- | ------------------------------- | --------------------- | --------------------- | --------------------- | --------------------- | --------------------- | ------- |
| 1990  | Soutien Włodzimierz Cimoszewicz | 1 514 025             | 9,2                   | 4e                    |                       |                       |         |
| 1995  | Aleksander Kwaśniewski          | 6 275 670             | 35,1                  | 1er                   | 9 704 439             | 51,7                  | 1er     |
| 2000  | Soutien Aleksander Kwaśniewski  | 9 485 224             | 53,9                  | 1er                   |                       |                       |         |
| 2005  | Włodzimierz Cimoszewicz         | Le candidat se retire | Le candidat se retire | Le candidat se retire | Le candidat se retire | Le candidat se retire |         |
| 2010  | Grzegorz Napieralski            | 2 299 870             | 13,7                  | 3e                    |                       |                       |         |
| 2015  | Magdalena Ogórek                | 353 883               | 2,4                   | 5e                    |                       |                       |         |

### Assemblées régionales
| Année | %     | Sièges    |
| ----- | ----- | --------- |
| 1998  | 30,24 | 329 / 855 |
| 2002  | 24,65 | 189 / 561 |
| 2006  | 14,25 | 66 / 561  |
| 2010  | 15,15 | 85 / 561  |
| 2014  | 8,79  | 28 / 555  |
| 2018  | 6,62  | 11 / 552  |